# Guy Scott
Guy Lindsay Scott (Livingstone, 1 de junho de 1944) é um economista e político zambiano, foi presidente interino do seu país de 2014 até 2015. Assumiu no final de outubro de 2014 a presidência interina do seu país até as eleições presidenciais, realizadas em janeiro de 2015, no qual foi eleito Edgar Lungu. Anteriormente servindo como vice-presidente de Zâmbia de 2011 até 2014, ele se tornou presidente interino após a morte de Michael Sata.
Scott é o primeiro chefe de estado branco de uma nação da África subsariana desde o sul-africano Frederik de Klerk, o último antes do fim do Apartheid, e também o primeiro branco a presidir um país democrático no continente.